# Polla ilovacea
Polla ilovacea là một loài bướm đêm trong họ Geometridae.